# Deianira nervosa
Deianira nervosa är en gentianaväxtart som beskrevs av Adelbert von Chamisso och Schltdl.. Deianira nervosa ingår i släktet Deianira och familjen gentianaväxter. Inga underarter finns listade i Catalogue of Life.